# محمد الماضی
محمد الماضی (انگلیسی: Mohamed Al-Mady؛  – ) کارآفرین و مدیر ارشد اجرایی اهل عربستان سعودی است، که هم‌اکنون بعنوان مدیرعامل شرکت سابک فعالیت می‌کند..